# Kisebbségi nyelv
A kisebbségi nyelv egy ország kisebbsége által beszélt nyelv. Az ilyen embereket nyelvi kisebbségnek is hívják. A 193 szuverén államból (2008-ban) mintegy 5000-7000 nyelvet beszélnek, ez azt vonja maga után, hogy ezek nagy száma a kisebbségi nyelvek közé tartozik.
Európában és a világ számos olyan részén, mint pl. Kanada, a kisebbségi nyelvek alkotmányosan rögzített jogi státusszal is rendelkeznek. A kanadai alkotmányban a 23. szakasz foglalkozik a szabadságjogokkal, amely megadja a jogok a kisebbségi nyelvek oktatásban való használatára.
Vannak olyan kisebbségi nyelvek, melyek az államnyelv mellett hivatalos nyelvként is használatosak. Ilyen pl. az ír nyelv Írországban, a baszk nyelv Spanyolországban, a fríz nyelv Hollandiában.

## A definíció a nemzetközi jog szerint
A Regionális vagy Kisebbségi Nyelvek Európai Kartája alapján:
regionális vagy kisebbségi nyelv
1. egy állam adott területen belül, az állam többi csoportjánál kisebb nemzetiségű csoport által beszélt nyelv, és...
2. az állam hivatalos nyelvétől különböző nyelv.

## A legnagyobb kisebbségi nyelvek
- Jávai nyelv: 80 millió beszélő, nincs hivatalos státusza
- Kantoni nyelv: 70 millió beszélő, regionális státusza van Hongkongban és Makaón
- Kínai nyelvjárások (a mandarinon és a kantoni kívül): min (70 millió), gan (50 millió), hakka (34 millió), xsiang (30 millió)
- Szundanéz nyelv: 27 millió beszélő, regionális státusza van Nyugat-Jáván, Indonéziában
- Cebuano nyelv: 20 millió beszélő
- Hausza nyelv, joruba nyelv és igbo nyelv együtt mintegy 20 millió beszélővel, mind Nigéria nagy nyelvei közé tartozik, mindháromnak regionális státusza van, de egyiknek sincs többségi státusza.
- Ujgur nyelv: 20 millió beszélő, regionális státusza van Hszincsiang-Ujgur Autonóm Területban
- Zsuang nyelv: 14 millió beszélő, nincs hivatalos státusza
- Madúri nyelv: 13 millió beszélő, nincs hivatalos státusza
- Berber nyelv: 10 millió beszélő, nincs hivatalos státusza
- Lombard nyelv: 9 millió beszélő, az olasz nyelv egyik nyelvjárása
- Nápolyi nyelv: 8 millió beszélő, az olasz nyelv egyik nyelvjárása
- Beludzs nyelv: 8 millió beszélő, regionális státusza van Beludzsisztánban
- Ilokano nyelv: 8 millió beszélő
- Hiligajnon nyelv: 7 millió beszélő
- Minangkabau nyelv: 7 millió beszélő, nincs hivatalos státusza
- Bili nyelv: 6 millió beszélő, India legnagyobb hivatalos státusz nélküli nyelve
- Ji nyelv: 6 millió beszélő, nincs hivatalos státusza
- Hmong nyelv: 4 millió beszélő, nincs hivatalos státusza

Nyelvi közösségek, melyek nem alkotnak egyik országban sem többséget, de a nyelvük mégis hivatalos státuszt visel:
- Pandzsábi nyelv: 110 millió beszélő, hivatalos státusza van Pakisztánban és Indiában
- Marathi nyelv: 90 millió beszélő, hivatalos státusza van Indiában
- Tamil nyelv: 70 millió beszélő, hivatalos státusza van Indiában, Srí Lankán és Szingapúrban
- Szindi nyelv: 60 millió beszélő, hivatalos státusza van Pakisztánban és Indiában
- Gudzsaráti nyelv: 50 millió beszélő, hivatalos státusza van Indiában
- Maithili nyelv: 50 millió beszélő, hivatalos státusza van Indiában
- Pastu nyelv: 45 millió beszélő, hivatalos státusza van Afganisztánban és Pakisztánban
- Kurd nyelv: 40 millió beszélő, hivatalos státusza van Irakban
- Malajálam nyelv: 35 millió beszélő, hivatalos státusza van Indiában
- Kannada nyelv: 35 millió beszélő, hivatalos státusza van Indiában
- Bhojpuri nyelv: 35 millió beszélő, formálisan a hindi nyelv egyik nyelvjárása
- Orija nyelv: 30 millió beszélő, hivatalos státusza van Indiában
- Oromo nyelv: 25 millió beszélő, hivatalos státusza van Etiópiában és Kenyában
- Tagalog nyelv: 252 millió beszélő, hivatalos státusza van Fülöp-szigeteken
- Fula nyelv: 15 millió beszélő, hivatalos státusza van Guineában
- Afrikaans nyelv: 13 első vagy második nyelvű beszélő/16 millió beszélő, hivatalos státusza van Dél-Afrikában, regionális nyelv Namíbiában
- Asszámi nyelv: 13 millió beszélő, hivatalos státusza van Indiában
- Kecsua nyelv: 10 millió beszélő, hivatalos státusza van Bolíviában és Peruban

## Fordítás
- Ez a szócikk részben vagy egészben a Minority language című angol Wikipédia-szócikk ezen változatának fordításán alapul.  Az eredeti cikk szerkesztőit annak laptörténete sorolja fel. Ez a jelzés csupán a megfogalmazás eredetét és a szerzői jogokat jelzi, nem szolgál a cikkben szereplő információk forrásmegjelöléseként.